# Consistórios de Inocêncio XIII
O Papa Inocêncio XIII (r. 1721–1724) criou três cardeais em dois consistórios:

## 16 de junho de 1721
1. Bernardo Maria Conti , OSBCas., Irmão do Papa - cardeal-sacerdote de S. Bernardo alle Terme (recebeu o título em 16 de julho de 1721), † 23 de abril de 1730

## 16 de julho de 1721
1. Guillaume Dubois , arcebispo de Cambrai - cardeal-sacerdote sem título, † 10 de agosto de 1723
2. Alessandro Albani - cardeal-diácono de S. Adriano (recebeu o título em 24 de setembro de 1724), então cardeal-diácono de S. Maria in Cosmedin (23 de setembro de 1722), cardeal-diácono de S. Agata em Suburra (7 de agosto de 1741) , cardeal-diácono de S. Maria ad martyres (11 de março de 1743), cardeal-diácono de S. Maria na Via Lata (10 de abril de 1747), † 11 de dezembro de 1779